# Seth Mons
Il Seth Mons è una struttura geologica della superficie di Io.
È intitolato al dio egizio Seth.